# Het Licht van Weleer
Het Licht van Weleer is het veertiende en laatste boek in de epische fantasyserie Het Rad des Tijds geschreven door de Amerikaanse schrijver Robert Jordan en Brandon Sanderson.
In eerste instantie was het de bedoeling dat deel twaalf, en tevens het laatste boek in de serie, de titel A Memory of Light zou krijgen, maar op 16 september 2007 overleed Jordan aan een hartziekte, waarna zijn vrouw Harriet bekendmaakte dat Brandon Sanderson de serie zou voltooien door middel van de berg achtergelaten notities van haar man.
Uiteindelijk werd besloten het laatste boek in drie delen op te splitsen, te beginnen met De Naderende Storm, gevolgd door De Torens van Middernacht en afsluitend met Het Licht van Weleer, dat begin 2013 is verschenen. 
Het Oog van de Wereld · De Grote Jacht · De Herrezen Draak · De Komst van de Schaduw · Vuur uit de Hemel · Heer van Chaos · Een Kroon van Zwaarden · Het Pad der Dolken · Hart van de Winter · Viersprong van de Schemer · Mes van Dromen · De Naderende Storm · De Torens van Middernacht · Het Licht van Weleer — 
Prequel: Een Nieuw Begin